# 효자손순흥지려
효자손순흥지려는 대한민국 전라남도 구례군 구례읍에 있다. 2007년 12월 12일 구례군의 향토문화유산 제17호로 지정되었다.

## 개요
신라말기 손돈(孫敦)의 유복자로 태어나 병환에 계신 어머니를 걱정하여 지리산을 헤매며 약을 구해 드렸으나, 차도가 없던 차에 꿈에 노인이 나타나 산삼이 있는 곳을 가르쳐줘 산삼을 캐어 정성껏 다려드려서 그 어머니의 병환이 회복 되었다고 하며, 그 효성이 널리 퍼져 고려의 성종 임금께 전해져서 우리나라 제1의 효자라고 하며 벼슬과 함께 벼 800석, 은잔 두벌, 비단 68필을 내렸고 효자비와 정문(旌門)을 내렸다고 한다.